# Tree of Life Web Project
Tree of Life Web Project är ett internetbaserat projekt som är tänkt att producera och presentera beskrivningar av alla kända livsformer.